# Сражение при Отлукбели
Сражение при Отлукбели (осман. اوتلق بلى محاربه سى‎, тур. Otlukbeli (Başkent) Muharebesi (Savaşı); 11 августа 1473 года) — битва между войсками Османской империи и армии Ак-Коюнлу, ставшая главным и последним событием войны между ними. Командовали войсками Мехмед II Фатих и Узун Хасан.
Два султана сражались за право контролировать последний независимый бейлик, Караман. Для османов захват Карамана означал полный контроль над Малой Азией, для Узун Хасана Караман был последней возможностью получить доступ к портам Средиземного моря. Исход боя решила османская артиллерия. Битва длилась 8 часов и закончилась полным разгромом войск Ак-Коюнлу. В этом бою погибли старший сын Узун Хасана и сардар Гавур Исхак. Множество членов семьи Узун Хасана попало в плен, он потерял казну и армию. Сбежав с поля боя, правитель Ак-Коюнлу заключил с Мехмедом перемирие и более не претендовал на контроль над землями и портами Карамана, потеряв шанс на восстановление морских торговых путей.
Сражение было поворотным моментом в истории — оно завершило период расширения территории Ак-Коюнлу, государство Узун Хасана стало сдавать позиции и вскоре исчезло. Европейские государства более не видели в Узун Хасане силу, могущую противостоять Османской империи на востоке. Почти сорок лет после сражения (до восстания Шахкулу в 1511 году) власть османов в Анатолии никем не оспаривалась.

## Причины конфликта и предыстория

Бейлики Малой Азии в 1462 году

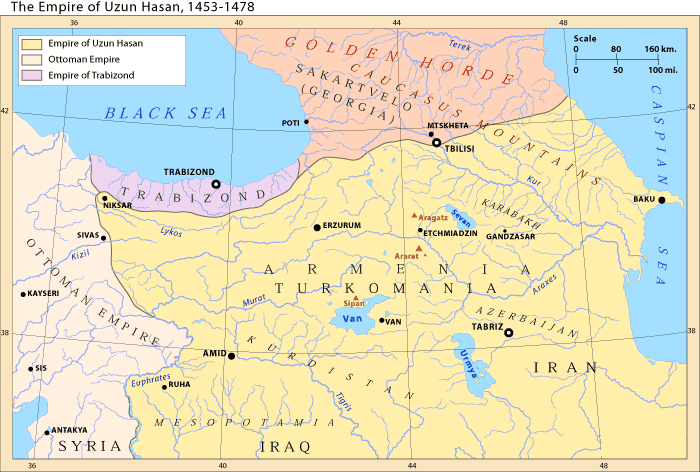
Ак-Коюнлу к 1461 году

В XV веке Османская империя активно расширялась, к 1473 году поглотив большинство анатолийских бейликов (кроме Рамазаногуллары). Последним был присоединён бейлик Исфендиярогуллары в кампании 1461 года. В той же кампании был захвачен Трабзон, и всё Черноморское побережье Малой Азии оказалось в руках османов. Государство Ак-Коюнлу, созданное Узун Хасаном после разгрома Кара-Коюнлу, имело свои интересы в Малой Азии. Для торговли оно нуждалось в выходе к морю, который был потерян как ввиду захвата османами Карамана и падения Трабзона, так и ввиду контроля османами над выходом из Чёрного моря. Конфликт между Мехмедом и Узун Хасаном был принципиальным, и вопрос заключался в том, кто должен был доминировать над Караманом. В 1464 году умер правитель Карамана Ибрагим-бей, оставив шесть сыновей от сестры Мурада II, а ещё одного сына — Исхака — от другой матери. Это послужило началом длительной войны за наследование между его сыновьями. Чтобы не дать родственнику Мехмеда II править в Карамане, Узун Хасан вмешался в эту борьбу и утвердил Исхака как эмира. Одновременно он отправил посольство в Венецию, предложив антиосманский союз. Это заставляло Мехмеда противостоять одновременно альянсу Венеции и Венгрии на западе и Узун Хасану на востоке. В 1468 году Мехмед поддержал Пир Ахмеда, своего кузена, и помог тому разбить силы Исхака и стать правителем Карамана, однако Пир Ахмед оказался неблагодарным вассалом. Он отказался присоединиться к планируемой кампании против мамлюков, чем разгневал султана. Вместо того, чтоб направиться к Дамаску, Мехмед пошёл на Караман. Османская армия захватила столицу Карамана — Конью, сам Пир Ахмед бежал к Узун Хасану. Преследовать Пир Ахмеда был отправлен Махмуд-паша, но тому удалось ускользнуть.
Один из Караманидов, Касым, восстал и напал на Анкару. В ответ, в 1471 и 1472 годах, Мехмед отправил в Караман две экспедиции, подчинив не только север страны, но и горные районы до побережья Средиземного моря. Летом 1472 года войска Ак-Коюнлу напали на недавно захваченный османской армией Караман. Во главе армии в 20 000 человек, помимо Мирзы Юсуфчи бен Джихангир (племянника и военачальника Узуна-Хасана), стояли Пир Ахмет Караманид (возможно, с ним был и Касым-бей Караманид) и Кизил Ахмед Исфендияроглу. Узун Хасан собирался восстановить Пир Ахмеда на троне Карамана, а Кизил Ахмеда в Синопе. Главным событием кампании были захват и разорение Токата, через который шла торговля шёлком и который приносил немалый доход в казну султана. По словам Нешри, «Они поступали хуже неверных, так что эти жестокие люди причинили Токату урон в пять раз больше, чем Тимур Сивасу». Сын Мехмеда, шехзаде Мустафа, отразил вторжение войск Ак-Коюнлу и пленил Юсуфчу (Абу Бакр Тихрани писал, что Юсуфча погиб), но тот успел захватить город Кайсери.

## Подготовка к кампании

### С османской стороны
В донесении, отправленном из Перы (район проживания иностранцев в Стамбуле) 27 октября 1472 года, анонимный автор сообщал об этапах подготовки к походу в Анатолию. 26 августа 1472 года Мехмед созвал визирей на совет в связи с ситуацией в Анатолии, а на следующий день вызвал Махмуда-пашу, своего лучшего военачальника, из Галлиполи. 5 сентября Исхак-паша был снят с поста великого визиря, а Махмуд-паша был назначен на этот пост вторично. Армия Румелии была вызвана в Стамбул и прибыла 20 сентября во главе с бейлербеем Румелии — любимцем Мехмеда Хасс Мурадом-пашой. В преддверии кампании Махмуд-паша сразу поднял ежедневную оплату янычарам с одного до десяти акче. Как сообщает Саад-эд-дин, Махмуд-паша предложил Мехмеду перенести кампанию на весну из-за суровых анатолийских зим, поэтому поход был отложен.
Узун Хасан в письме Мехмеду II предложил заключить мир при условии, что Мехмед уступит ему Трабзон и Каппадокию, но Мехмед в ответном письме послал отказ и предупреждение, что весной начнёт боевые действия: «наш спор решат меч и стрела после того, как Солнце войдёт в созвездие Хонел». По окончании зимы армия выдвинулась в Восточную Анатолию против сил Ак-Коюнлу. Неподписанное письмо от 15 мая доносило в Венгрию о начале кампании: «Бейлербей Румелии прошёл из Стамбула в Галлиполи со всем войском Великого Турка; и в Пальмовое Воскресенье Великий Турок со всем двором отправился в место, называемое Аничвари».

### Со стороны Узун Хасана
30 апреля 1471 года в Тебриз к Узун Хасану прибыл Катерино Дзено, который был встречен с максимальным почётом. Узун Хасан стал союзником Венеции. В том же году Мехмед тоже предложил венецианцам подписать мир, но Венеция отвергла его предложение, уповая на свой союз с Узун Хасаном. 30 мая Дзено написал адмиралу Пьетро Мочениго на Родос, чтобы тот совершал набеги на османское анатолийское побережье и разрешил проезд ещё одного посланника Узун Хасана в Венецию. Этот посланник, Хаджи Мухаммад, приехал в Венецию с просьбой об артиллерии, которой не было у Узун Хасана.
Чтобы обеспечить доставку оружия морем, венецианцы решили совершить набеги на османские порты Малой Азии. Был оправлен союзный флот под командованием адмирала и будущего дожа Пьетро Мочениго. Флот состоял из 70 венецианских, 16 неаполитанских, 22 родосских, 16 папских и 5 кипрских кораблей. Он захватил прибрежные города Силифке и Кызкалеси, которые были переданы Касыму-бею Караманиду. Тем самым был обеспечен доступ Узун Хасана к побережью. Из Венеции были отправлены два больших галеона, гружёных пушками (6 больших, 10 средних и 36 малых бомбард, 500 пушек), аркебузами, порохом, пулями, железными прутьями. С грузом были отправлены пять офицеров под командованием полковника Томмазо для обучения людей Узун Хасана. Обещанное оружие было доставлено в Ичел, но османы приняли меры и сорвали передачу груза. Узун Хасан остался без огнестрельного оружия.

### Силы сторон летом 1473 года
Основные силы Узун Хасана составляла конница ополчения племён союза Ак-Коюнлу (70 000 человек). Кроме того, имелись копейщики (40 000 человек) и пехота с другими видами оружия (30 000 человек).
Силы османов оцениваются в 70 000—100 000 человек. В основном армия состояла из сипахов (кавалеристы), а также янычар, вооружённых ручным огнестрельным оружием. Кроме того, на вооружении османской армии были пушки. Мехмед делал ставку на дисциплину и техническое превосходство своих войск. 

## Кампания

### Битва 4 августа 1473 года

Реконструированная схема событий

Реконструированная схема боя 4 августа

Османское войско двигалось от Эрзинджана вверх по правому берегу Евфрата до слияния Карасу (западного Евфрата) и Восточного Евфрата в районе Терджана. Армия Узун Хасана двигалась параллельно по другому берегу реки. Согласно многим источникам, увидев армию Мехмеда, Узун Хасан воскликнул: «Эй, *** сын! Ну и море!»
Источники сообщают, что Мехмед выслал вперёд на разведку авангард армии, состоящий из акынджи во главе с Махмудом-пашой и Хасс Мурадом-пашой, причём командующим был Мурад, а Махмуд был под началом Мурада в качестве опытного советника. Войска противников двигались по течению Евфрата по разным сторонам реки в вади Терджан и выжидали. 4 августа  у Терджана сын Узун Хасана Угурлу Мехмед имитировал атаку и затем отступление через реку, чтобы заманить османский отряд в ловушку. Опытный Махмуд-паша понял замысел противника, типичный для армии кочевников, и старался отговорить Хасс Мурада-пашу от преследования. Когда он понял, что Хасс Мурад не отступится, он попросил его подождать и сказал, что сам осторожно продвинется вперёд.
Он сказал: «Мурад-бей, давай не будем переправляться через реку. Давай будем осторожны и не будем отдаваться в руки врага».Нешри
Хасс Мурад не внял совету Махмуда-паши и ринулся вперёд, перейдя Евфрат. Махмуд-паша тоже перешел реку, ещё раз предложил Хасс Мураду подождать и поднялся на холм. Он заметил войско Ак-Коюнлу, укрытое в засаде за возвышенностью и подал Хасс Мураду знак об опасности. Махмуд-паша успел переправиться обратно и увести часть войска. Однако Хасс Мурад не заметил знака Махмуда или не принял всерьёз. Согласно Турсун-бею, Хасс Мурад боялся, что в случае, если враг будет разбит Махмудом-пашой, то Махмуду и достанется вся слава. Другие историки (Кемальпашазаде, Ашикпашазаде, Нешри, Саадеддин) винят в этой непродуманной атаке не ревность, а молодость, нетерпеливость и неопытность Хасс Мурада. Как только все акынджи переправились, из укрытия появился отряд воинов Ак-Коюнлу, который разрушил переправу. Не послушав Махмуда-пашу, Хасс Мурад попал в ловушку Уруглу Мехмеда-бея, сына Узун Хасана. Это сражение было катастрофой для османов. При отступлении погибло большое число османских воинов, включая и Хасс Мурада, который утонул, хотя Узун Хасан сообщал в письме, что тот попал в плен. Несколько заслуженных командиров, в том числе Тураханоглу Омер-бей и Фенариоглу Ахмед-паша, были взяты в плен. По разным оценкам, общие потери составили от 4000 до 12 000 человек.
Это временное поражение османов породило тщетные надежды в Европе. В письмах Узун Хасана и Дзено сообщается о полном разгроме Мехмеда Узун Хасаном и даже о смерти Мехмеда. Донесения агентов из османской империи сообщали такую же информацию:
Говорят, что сын Турка был разбит, несколько санджакбеев, бейлербей Румелии и Омер-бей убиты.Письмо из Лепанто
Пришёл человек из Эдирне и тайно рассказал про Великого Синьора, что он был разбит, и о его смерти.письмо дожу Венеции из Рагузы
Ангиолелло и Катерино Дзено сообщали, что после разгрома армии Хасс Мурада-паши войска Узун Хасана преследовали отряд Махмуда-паши, и тот вступил в сражение с ними. Османам удалось продержаться до ночи и скрыться под её покровом.

### Ход битвы 11 августа
После поражения 4 августа и потери авангарда Мехмед решил уходить по ущелью вверх по течению Карасу и не давать боя. Он даже послал письмо Узун Хасану с предложением перемирия, но правитель Ак-Коюнлу, опьянённый победой 4 августа, отказался. В письме, которое Узун Хасан послал после боя 11 августа в Венецию, он писал, оправдываясь, что не хотел преследовать османов, но его сыновья и советники рвались в бой, и он вынужден был уступить. Кроме того, источники сообщали, что Узун Хасана уговаривали продолжить войну и добить османскую армию его жёны. Согласно Францу Бабингеру , Деспина-хатун желала отомстить за свою семью и призывала мужа преследовать побежденную армию Мехмеда II, чтобы полностью уничтожить его. Другая жена, Сельчук Шах, мать Халила и Якуба, была озабочена тем, что в битве 4 августа её сыновья не успели отличиться и уступали Угурлу Мехмеду в глазах отца.
Армии встретились 11 августа. «В этом году [1473] в районе Байбурта произошло великое сражение между султаном Мухаммад-ханом и Хасан-беком Байандури», — писал Шараф-хан Бидлиси. В войске Узун Хасана было много анатолийцев, хорошо знавших местность, тогда как османская армия находилась в незнакомых местах. Узун Хасан быстро обошёл османскую армию и поджидал Мехмеда на холмах за ручьём. Фланги армии Мехмеда находились под началом шехзаде Мустафы (левый фланг) и шехзаде Баязида (правый фланг). За артиллерию отвечал Махмуд-паша. Фланги армии Узун Хасана возглавлялись его сыном Зейнелом (правый) и Пир Ахмедом Караманидом (левый). Касым-бей Караманид был в отряде Карамана, сопровождавшем Пир Ахмеда. Также на левом фланге Узун Хасана стоял отряд Арслан-бея Дулкадироглу, сыновья брата Узун Хасана, Джихангира, Али и Мурат. С Зейнелом на правом фланге находились Шах Али-бей Пурнак, Суфи Халил-бей Музуллу и Сулейман Бичен. Угурлу Мехмед командовал отдельным отрядом. По словам Дзено, ещё до начала битвы Угурлу Мехмед был послан в обход, чтобы перекрыть османской армии путь к отступлению, закрыв выход из ущелья, но туркам удалось вырваться на равнину и построиться в боевом порядке. Затем Узун Хасан поставил отряд Угурлу Мехмеда в резерв на левом фланге.

#### Начало битвы
Бейлербею Анатолии Давуту-паше было поручено идти в авангарде и атаковать центр армии Узун Хасана. Давут-паша хотел выиграть время и освободить место для перегруппировки остальных османских сил и развертывания пушек. Для этого он перешёл ручей и атаковал расположившиеся на холмах передовые отряды Ак-Коюнлу, которыми командовал Гавур (Кяфир) Исхак-бей. Для османов было важно вытеснить войско Исхака с холмов. Силы передовых отрядов обеих армий были примерно равны. Вскоре к Гавуру Исхаку подошло подкрепление, но османский авангард упорно сопротивлялся силам противника. Армия Ак-Коюнлу стояла в готовности на холмах, наблюдая за боем. За время этой первой длительной схватки основные османские силы успели подготовиться и занять позиции на холмах с другой стороны ручья. Увидев, что передовой отряд стал уступать османам, а Гавур Исхак погиб, Узун Хасан отозвал авангард. Османская армия воспользовалась передышкой и начала атаковать одновременно с двух флангов.
К этому моменту на правом османском фланге силы Баязида были усилены армией Румелии и янычарами под командованием Гедика Ахмеда-паши и лалы Баязида, Ибрагима-паши. В центре стояло войско из 10 000 пехотинцев и 10 000 сипахов. На левом османском фланге к войску Мустафы после отхода туркменского авангарда присоединился Давут-паша с армией Анатолии. Также к Мустафе присоединились акынджи со своим командиром Махмудом-агой. Ещё одно войско акынджи под командованием Михалоглу Али-бея стояло в резерве.
Зейнел Мирза, сын Узуна Хасана, который командовал правым флангом армии Ак-Коюнлу, атаковал Давут-пашу. Увидев это, Мустафа перешёл ручей и напал на отряд Зейнела Мирзы. В это время центр османской армии начал подниматься на холм.

#### Перелом
Махмуд-паша, командовавший артиллерией, успел развернуть батареи за время схватки авангардов, расположив их сразу за центральным войском. Со стороны левого фланга велся огонь по войскам Узун Хасана из ружей, а Махмуд-паша обстреливал противника из пушек. Узун Хасан не располагал огнестрельным оружием, и его воины обстреливали османских солдат из луков, но наносимый ими ущерб был несравнимо меньшим. С правого фланга Баязид решил атаковать Угурлу Мехмеда на левом фланге противника, но, начав выдвижение, понял, что на его фланге пересечение ручья затруднено из-за узости места. Кроме того, стояла жара, над водой образовывался туман. Чтобы выйти из этой ситуации, Баязид изменил направление и вместо того, чтобы напасть на левый фланг войска Узун Хасана, атаковал слева центр его армии. В итоге левый фланг Ак-Коюнлу долго бездействовал, ожидая нападения. Ибрагим-паша, лала Баязида, присоединился к атаке левого фланга османской армии. Усиленное им войско Мустафы удвоило напор. Атаки Баязида справа и Мустафы с Ибрагимом слева привели к сильному продвижению османских флангов вперёд. Они сблизились, окружая армию Ак-Коюнлу.
В османской армии командиры вводили в строй отдохнувшие войска, заменяя ими поредевшие и уставшие отряды. Солдаты имели возможность отдохнуть и затем атаковали врага с новыми силами. Напротив, армия Ак-Коюнлу участвовала в сражении полностью, солдаты выдыхались и становились легкой мишенью, не выдерживая долгий бой. В итоге туркменская кавалерия, которая сражалась в течение нескольких часов, начала отступать. В этот момент возникла опасность для правого фланга османской армии — кавалерия Узун Хасана отступала в сторону Баязида, который мог не выдержать натиска в одиночку. Гедик Ахмед-паша, оценив обстановку, развернул свой отряд и напал на кавалерию Узун Хасана с другой стороны, отвлекая силы. Чуть позже вся армия Румелии атаковала центральные силы противника. Баязид атаковал отряд конников Мехмеда Бакыра, использовав пушки и ружья, разбил его и захватил в плен.
| Войска Ак-Коюнлу (красные): A — Гавур Исхак B — Хуршит (брат Узун Хасана) C — Зейнел Мирза (сын Узун Хасана) D — Угурлу Мехмед (сын Узун Хасана) E — Узун Хасан F — Халил (сын Узун Хасана) G — Мехмед Бакир | Османская армия (синие): A — Давут-паша B — Махмуд-паша C — Мустафа-челеби (сын Мехмеда II) D — шехзаде Баязид (сын Мехмеда II) E — Мехмед II F — Михалоглу Али-бей G — Искендер-бей |
| | |

Этапы боя
Начало боя Давуд-паша атакует Гавура Исхака
Махмуд-паша разворачивает артиллерию, Баязид и Мустафа выходят на  позиции (левый и правый фланг). Гавур Исхак погиб, авангард отозван Узун-Гасаном.
Зейнел и Хуршит вступают в бой и атакуют. Мустафа атакует с фланга. Зейнел погибает.
Баязид выходит к ручью, разворачивается и нападает с фланга на Узун-Гасана. Угурлу Мехмед уходит назад.
Конец боя. Мехмед Бакыр и Халил попадают в плен Али-бея Михалоглу и Баязида. Узун-Гасан бежит.

#### Окончание битвы
Османская атака усилилась. Между тем Килыччи Ахмет, сипах с левого фланга Османской армии, схватился с командующим правым флангом войск Узун Хасана Зейнелом Мирзой и сбросил его с коня на землю. Сын Узун Хасана попытался подняться на ноги, но Ахмет был быстрее. Он отрубил Зейнелу голову, насадил на пику и высоко поднял, показывая войскам. Всадники правого фланга Ак-Коюнлу, которые увидели голову своего командира, бежали с поля боя. Махмуд-ага сразу отправил голову Зейнела Мустафе-челеби, а тот уже отослал её своему отцу, который не участвовал в битве, наблюдая за ней с холма.
Таким образом, правый фланг армии Ак-Коюнлу был смят. Узнав об уничтожении своего правого фланга и гибели сына Зейнела, Узун Хасан крикнул Пир Ахмеду: «Караманоглу, да будет проклято твоё владение, из-за него я потерял родного сына и стольких храбрецов и к тому же опозорился поражением». Мустафа атаковал Узун Хасана, который командовал центром армии Ак-Коюнлу. Пир Ахмед бежал, но сто его приспешников из Карамана попали в плен. Узун Хасан пытался помочь своим флангам, но безуспешно. Согласно османским источникам, сам Узун Хасан еле спасся бегством. Когда завязался бой около Узун Хасана, Альпагот (Альпавут) Пир Мехмед, похожий внешне на Хасан-бека, крикнул: «Я — Узун Хасан». Османские солдаты бросились к нему и взяли в плен. В это время телохранители Узу Хасана смогли вывести его из боя. Так туркменский лидер благодаря верности своего вельможи выиграл время и успел скрыться. После бегства отца и смерти брата Угурлу Мехмед тоже ушёл с поля боя.
Все спасшиеся собрались в Байбурте. Через три дня, после того, как стало понятно, что более никто не смог бежать, семья Узун Хасана отправилась в Тебриз. Впоследствии (в 1474 году) Угурлу Мехмед восстал против отца, сбежал из Ак-Коюнлу и получил в жёны дочь Мехмеда, Гевхер-хатун.
Согласно описанию Дзено, последовательность событий была другой. Когда Узун Хасан увидел, что его армия с каждым часом сдаёт позиции, он пересел на свежую быструю лошадь и бежал. Увидев это, его сын Зейнел, наоборот, не бежал, а бросился в центр пехоты, чтобы её возглавить, и погиб.

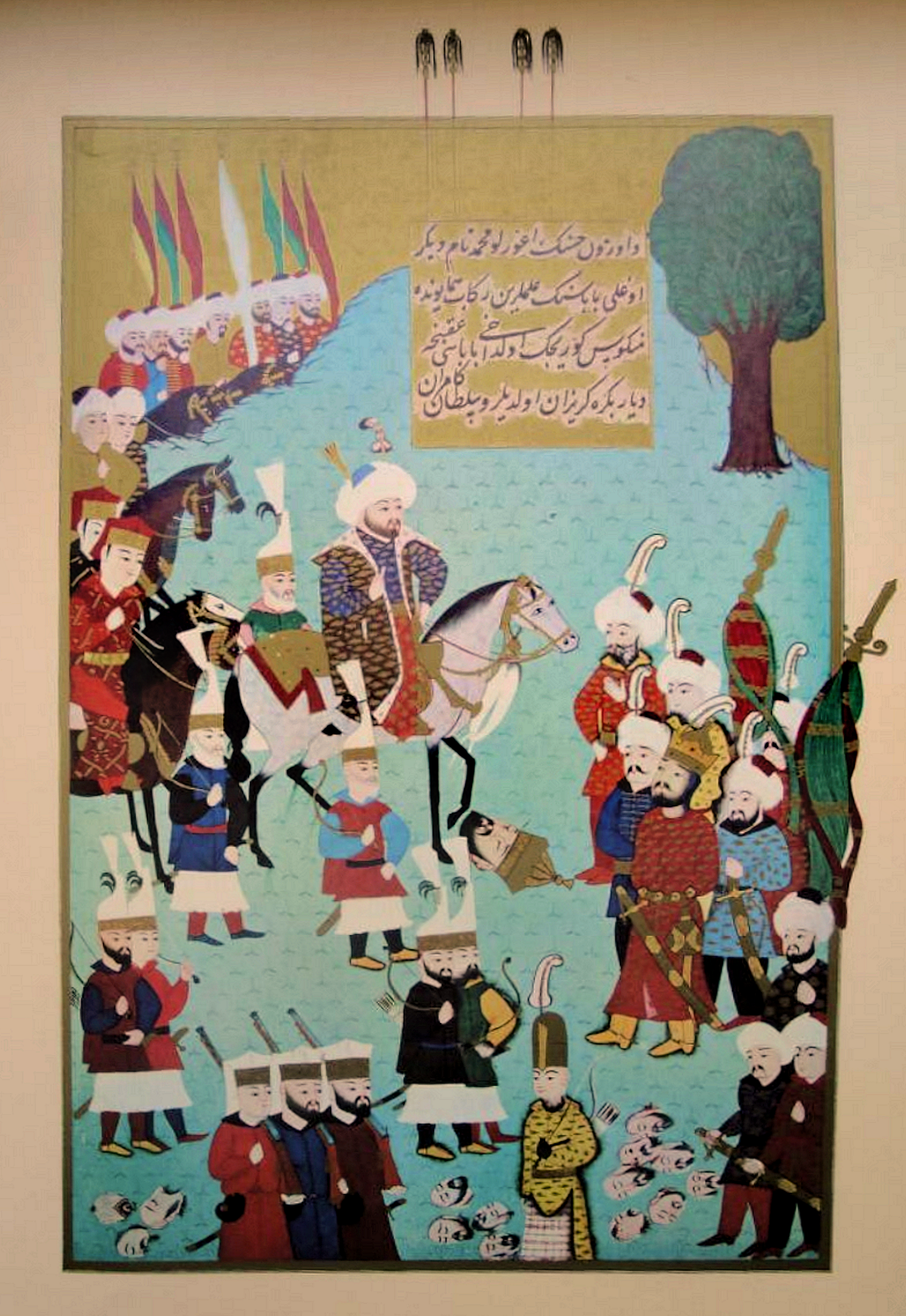
Сын Узун Хасана, Угурлу Мехмед-бей, перед Фатихом. Хюнер-наме.

По словам Ангиолелло и Дзено, битва началась в обеденное время и продолжалась 8 часов, закончившись уже во втором часу ночи.

### После битвы
Мехмед хотел сразу преследовать остатки армии противника, но Махмуд-паша отговорил его, ввиду темноты и сложной пересечённой местности.
На следующий день на поле битвы был собран диван, на котором командиры обсудили сложившуюся ситуацию. Мехмед опросил всех, стоит ли преследовать побеждённого врага. Все командиры хотели догнать противника и покончить с ним, и только великий визирь Махмуд-паша привёл доводы против. По его мнению, политическая ситуация в Османской империи требовала скорейшего возвращения султана в Румелию. Кроме того, земли, которые были бы разграблены и сожжены при преследовании противника, были населены турками-мусульманами, и было бы неправильно разорять их. Махмуд-паша также указал, что эти территории, удалённые от Стамбула, будет трудно удерживать.
Через 8 дней Мехмед подошёл к Шебинкарахисару. Махмуд-паша предложил его губернатору, Дара (Дарап, Дараб)-бею, сдать город без боя. Дара-бей решил не сопротивляться, тем более, что он уже получил весть о поражении своего правителя. За лояльность Дара-бей был вознаграждён — по просьбе Махмуда-паши Мехмед назначил его санджак-беем Черномена (возле Эдирне). 23 августа Мехмед взял Байбурт.

## Потери сторон и добыча
В XVII веке Эвлия Челеби, описывая вади Терджан, писал: «В этой долине была такая битва, такое сражение, что и сейчас крестьяне, когда пашут, находят в земле человеческие кости, а также много разного оружия».
Потери сторон оцениваются по-разному. Ангиолелло пишет, что турки потеряли 1000 человек, а «персы» — 10 000. Согласно документам из архива Топкапы, Узун Хасан потерял 55 тысяч человек, а османы — 5 тысяч.
Османы взяли 5 тысяч пленников, 170 из которых были командирами. В плен попали многие знатные приближенные Узун Хасана: Тимурид Мирза Мехмед Бакыр, Мирза Музаффер, Кади Махмуд Сюрейи (канцлер Узун Хасана), Ходжа Сейид Мехмед Мюнши, имам Хасан Кади Али, Альпавут (Альпагот) Мехмед и другие. Среди захваченных был Синан-бей, сбежавший к Узун Хасану сын Дитрека Синана-паши — казнённого в 1458 году дефтердара Мехмеда. Три дня пленников сортировали и оценивали знатность и личность каждого из них. Простых пленников по большей части казнили сразу. Некоторых (в том числе и Синан-бея) отправили в Токат, чтобы их казнили в городе, который они ранее разорили. Три тысячи из них были взяты османами с собой. Каждый день похода Мехмед казнил до 400 пленников. Также были казнены многие старейшины Ак-Коюнлу и Карамана. Сына Узун Хасана, Максута, Мехмед похвалил за храбрость и отпустил. Также без выкупа были отпущены Альпавут Мехмед и Чакирлы Омер. Художникам, поэтам, учёным и ремесленникам, служившим Узун Хасану и попавшим в плен, Мехмед сохранил жизни, некоторые из них получили в Стамбуле высокие посты.
Был захвачен лагерь Узун Хасана и его сокровища, брошенные при бегстве. В руки Мехмеда попали драгоценные книги и ткани, 1000 лошадей и много верблюдов. Захватив лагерь Узун Хасана, Михалоглу Али-бей и Искендер-бей освободили Тураханоглу Омера-бея, взятого в плен 4 августа. В честь великой победы Мехмед отпустил на свободу 40 000 своих рабов.
Голова Зейнела была отвезена в Стамбул и в течение нескольких дней выставлена на всеобщее обозрение. Тело осталось на поле боя. Затем Мехмед отправил голову Зейнела мамлюкскому султану Каит-бею.

## Описания свидетелей

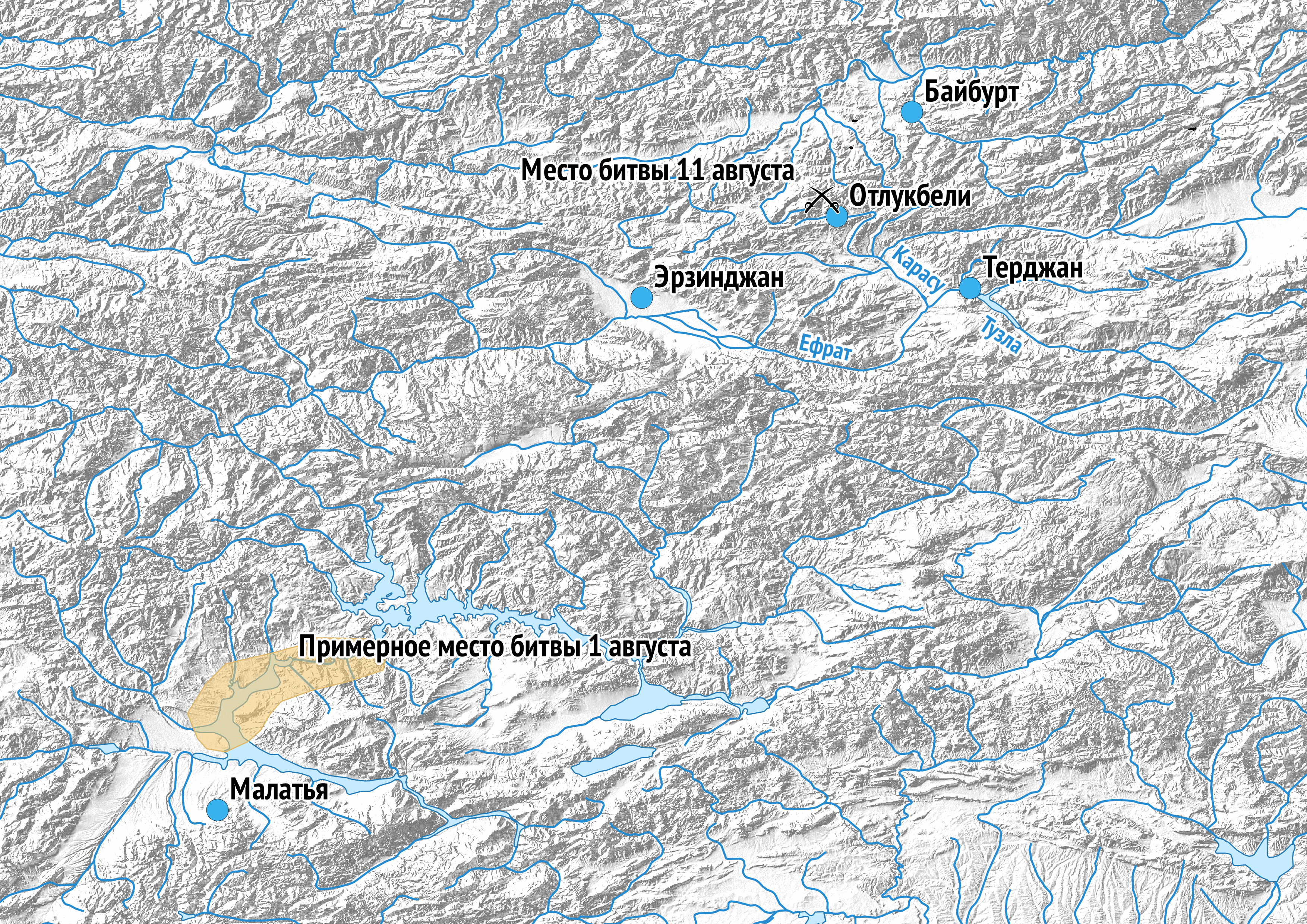
Схема событий согласно описанию Дзено. Согласно Дзено, сначала османская армия двигалась вниз по течению Евфрата от Эрзинджана до Малатьи. Там произошёл 1 августа первый бой. После поражения османы развернулись и пошли обратно до слияния Карасу (западного Евфрата) и Восточного Евфрата в районе Терджана. Оттуда уже османы по ущелью уходили вдоль Карасу.

Известно как минимум пять описаний битвы различной степени достоверности, составленных её непосредственными участниками или свидетелями. Описание битвы с османской стороны даётся Турсун-беем, личным секретарём Мехмеда, и Ангиолелло, находившимся в свите Мустафы-челеби, со стороны Ак-Коюнлу сражение описано Катерино Дзено — венецианским послом в Ак-Коюнлу, сопровождавшим Узун Хасана. Кроме этих трёх свидетельств известны письма Узун Хасана и Мехмеда, написанные после битвы. Узун Хасан писал в Европу, стараясь представить ситуацию в выгодном для себя свете. Версия Узун Хасана, принятая и в государстве Сефевидов, отражена у Орудж-бека: «хотя в утверждении, что победа была на стороне турок, есть доля истины, тем не менее победа стоила султану так дорого, что он больше никогда не осмеливался нападать на Персию». Мехмед описал победу в послании своему сыну Джему, оставшемуся вместо него в Стамбуле, и в письмах к своим губернаторам на местах, которым надлежало устроить широкое празднование. Одно из писем (Ярлык Мехмеда) с подробным описанием битвы было написано Мехмедом уйгурским алфавитом и отправлено из Шебинкарахисара.
Абу Бакр Тихрани, служивший Узун Хасану в 1469—1478 годах, вероятно, не участвовал в кампании, однако получил информацию из первых рук. Его описание содержит всего несколько строк.

## Названия и даты
Битва при Отлукбели в литературе также может иметь название «битва при Байбурте», «битва при Башкенте», «Терджанская битва». Байбурт назвал Абу-Бакр Тихрани, служивший Узун-Хасану, Саад-эд-Дин (1536/7 — 1599), писал, что место битвы в 1473 году лежало за пределами османских владений и местное население называло его Башкент. Башкент — это место, расположенное рядом с Отлукбели, сейчас называется Башкёй (Başköy).
Письмо Мехмеда датирует битву 16 днём месяца Раби аль-авваль 878 года Хиджры , что соответствует 11 августа 1473 года. Из-за неточностей перевода календарей встречается датировка битвы 12 августа (например, у В. Минорского). Дзено писал, что битва произошла 10 августа.
Битва, в которой погиб Хасс Мурад-паша, в «Исламской энциклопедии» никак не называется. В литературе она встречается под названием «битва при Малатье» или «битва при Терджане». Согласно Катерино Дзено именно у Малатьи сын Узун Хасана нанёс поражение османам, однако большинство современных учёных определяют место битвы как окрестности Терджана. Дзено писал, что первая битва произошла 1 августа, но большинство историков принимают датировку 4 августа (9 день месяца Раби аль-авваль 878 года Хиджры), исходя из данных в османских документах, что между сражениями прошла неделя.

## Причины поражения Узун Хасана и итоги
«... когда славнейший государь [Узун-Хасан] приблизился к обозу Оттомана, тот начал стрелять в спину этому государю из бомбард, спингард и ружей таким образом, что люди государя обратились в бегство».
 Катерино Дзено
Причинами неудачи Узун Хасана были нехватка огнестрельного оружия, а также устаревшие формы организации войска Ак-Коюнлу, типичные для кочевых племён. В поход племя выдвигалось как на перекочёвку, перевозя с собой все «домовладения» — женщин, детей, стариков, скот, рабов, юрты. В войсках такого типа сильна только легковооружённая маневренная конница, за счёт чего и был достигнут успех 4 августа, но в полноценном бою, когда соперник имеет хорошо организованное регулярное войско и оснащает армию сильной артиллерией и мушкетами, как у османов, такая армия обречена.
Исход битвы определил политическое будущее Ближнего Востока, особенно Анатолии. После битвы власть османского султана в Анатолии укрепилась. В течение года было окончательно подавлено сопротивление Караманидов, которым Узун Хасан уже не мог помочь. Хотя территориальные потери Узун Хасана были незначительны (Шебинкарахисар и Байбурт), его поражение окончательно закрепило османское доминирование в Малой Азии. Утратив влияние на Караман, Узун Хасан не смог получить доступ к морю и восстановить торговые пути. Османская империя более не опасалась за восточные границы и могла бросить все силы на войну с Венецией и на Балканах. Узун Хасан планировал ещё одну войну с Мехмедом в 1476 году (по крайней мере он писал об этом в Венецию, чтобы получить помощь), однако внутренние проблемы Ак-Коюнлу, конфликты внутри семьи и отсутствие европейской поддержки вывели его из рядов соперников Мехмеда II в борьбе за Анатолию. Для Ак-Коюнлу закончился период расширения, с этого момента его территория только уменьшалась, а вскоре после смерти Узун Хасана в 1478 году Ак-Коюнлу сошло со сцены, его территории заняла империя Сефевидов.
Через сто с лишним лет Орудж-бек написал, что это была «одна из самых знаменитых битв, которая когда-либо происходила в Азии между соперничавшими мусульманскими группировками».

## Комментарии
1. ↑  Хонел  (Хамель) - овен. Хамаль - альфа овна. Как полагали, Солнце входит в созвездие Овна 21 марта.
2. ↑  В 1473 году  Пальмовое воскресенье было 24 апреля.
3. ↑  Точное местоположение не идентифицировано.
4. ↑  По словам Ангиолелло, он сказал это по-персидски и звучало это так: «Baycabexen nede riadir»[22]. Бабингер сообщал, что ему известно несколько источников, согласно которым Узун Хасан сказал по-турецки: «Vay, kahboglu, ne deryadir!»[23] Профессор Е. Конукчу тоже писал о турецкой фразе: «Ey kahpe zade, ne deryadır»[24].
5. ↑  По версии Дзено этот бой состоялся 1 августа, и Дзено  называет его местом  район Малатьи, Ангиолелло сообщает, что армия подошла в Евфрату в районе Малатьи и пошла вдоль реки на северо-восток, то есть - вверх по течению[28].